# Mocoa, Putumayo
Mocoa [, San Miguel de] là một khu tự quản thuộc tỉnh Putumayo, Colombia. Thủ phủ của khu tự quản Mocoa [, San Miguel de] đóng tại Mocoa Khu tự quản Mocoa [, San Miguel de] có diện tích 1030 ki lô mét vuông. Đến thời điểm ngày 28 tháng 5 năm 2005, khu tự quản Mocoa [, San Miguel de] có dân số 20736 người.
Vào ngày 31 tháng 3 năm 2017, sạt lở và lũ quét đã giết chết hơn 200 người.